# Élénkszínű nyirokgomba
Az élénkszínű nyirokgomba (Cuphophyllus pratensis) a csigagombafélék családjába tartozó, világszerte elterjedt, réteken, legelőkön élő, ehető gombafaj.

## Megjelenése
Az élénkszínű nyirokgomba kalapja 2-6 cm széles, fiatalon félgömb alakú, majd szabálytalanul kiterül. Közepe lehet bemélyedő vagy púpos. Széle szabálytalan. Felszíne bársonyos vagy szálas. Színe élénk  baracksárga vagy barnásnarancsos; foltosan vagy akár teljesen kifakulhat. Húsa puha, vizenyős, halványsárgás színű. Íze és szaga nem jellegzetes, szaga lehet kissé kellemetlen.
Lemezei ritkák, lefutók. Színük megegyezik a kalapéval, vagy világosabb.
Spórapora fehér. Spórája ellipszoid, könnycsepp vagy közel gömb alakú, felülete sima, mérete 5,5-7 x 3,5-5 μm.
Tönkje 4-8 cm magas és 1-1,5 cm vastag. Alakja hengeres vagy lefelé keskenyedő, felszíne szálas, színe valamivel világosabb a kalapénál.

### Hasonló fajok
Színe és élőhelye jól megkülönböztethetővé teszi.

## Elterjedése és termőhelye
Világszerte elterjedt faj, egyaránt megtalálható Eurázsiában, Észak- és Dél-Amerikában, Észak-Afrikában, Ausztráliában és Új-Zélandon.  
Alacsony füvű réteken, legelőkön, gyepekben él, kisebb mértékű műtrágyázást is elvisel. Korábban úgy vélték, hogy a füvek korhadó gyökereit bontja, újabban feltételezik, hogy bizonyos mohákkal szimbiózis jellegű kapcsolatot tart fenn. Tavasztól őszig terem.

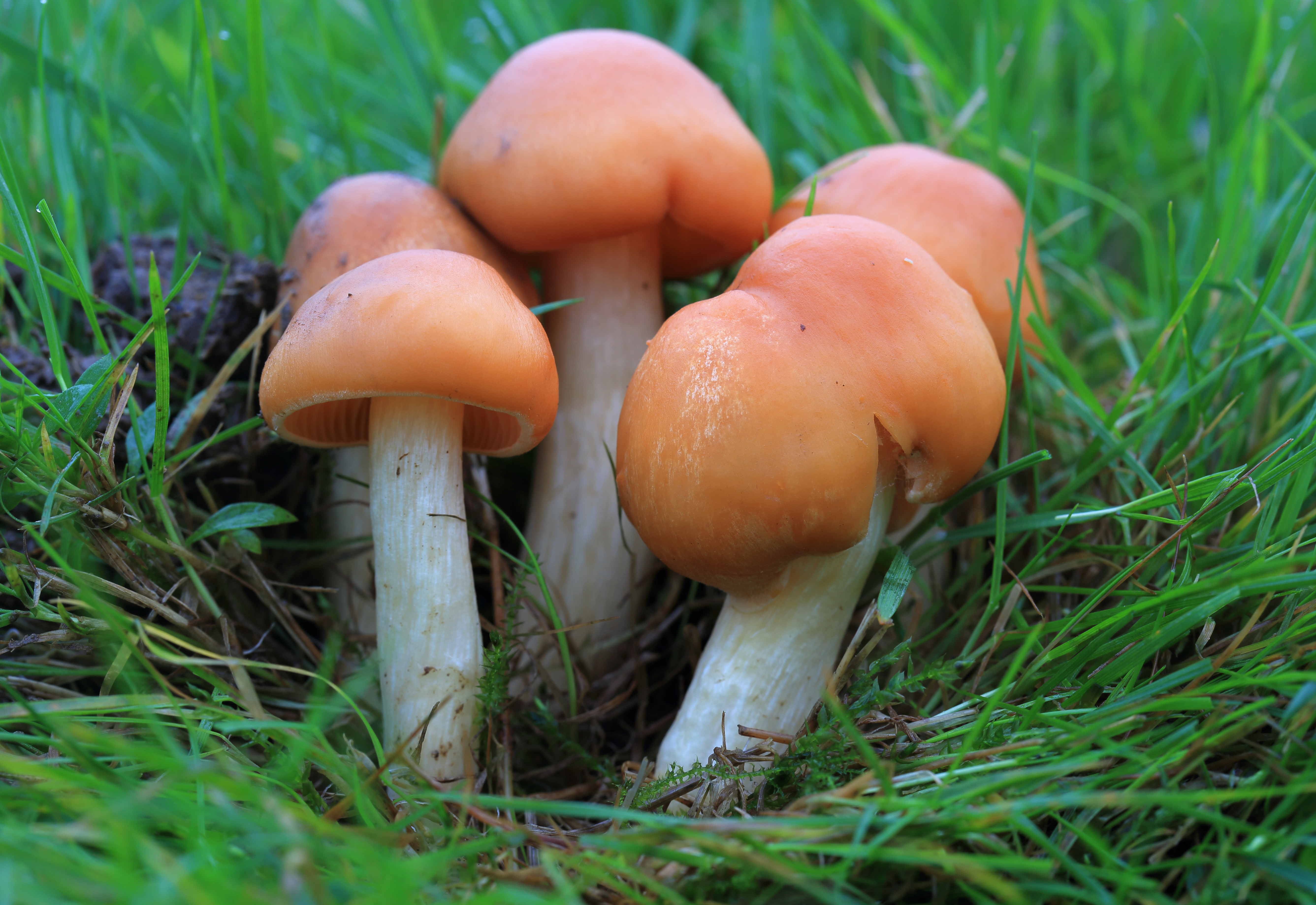
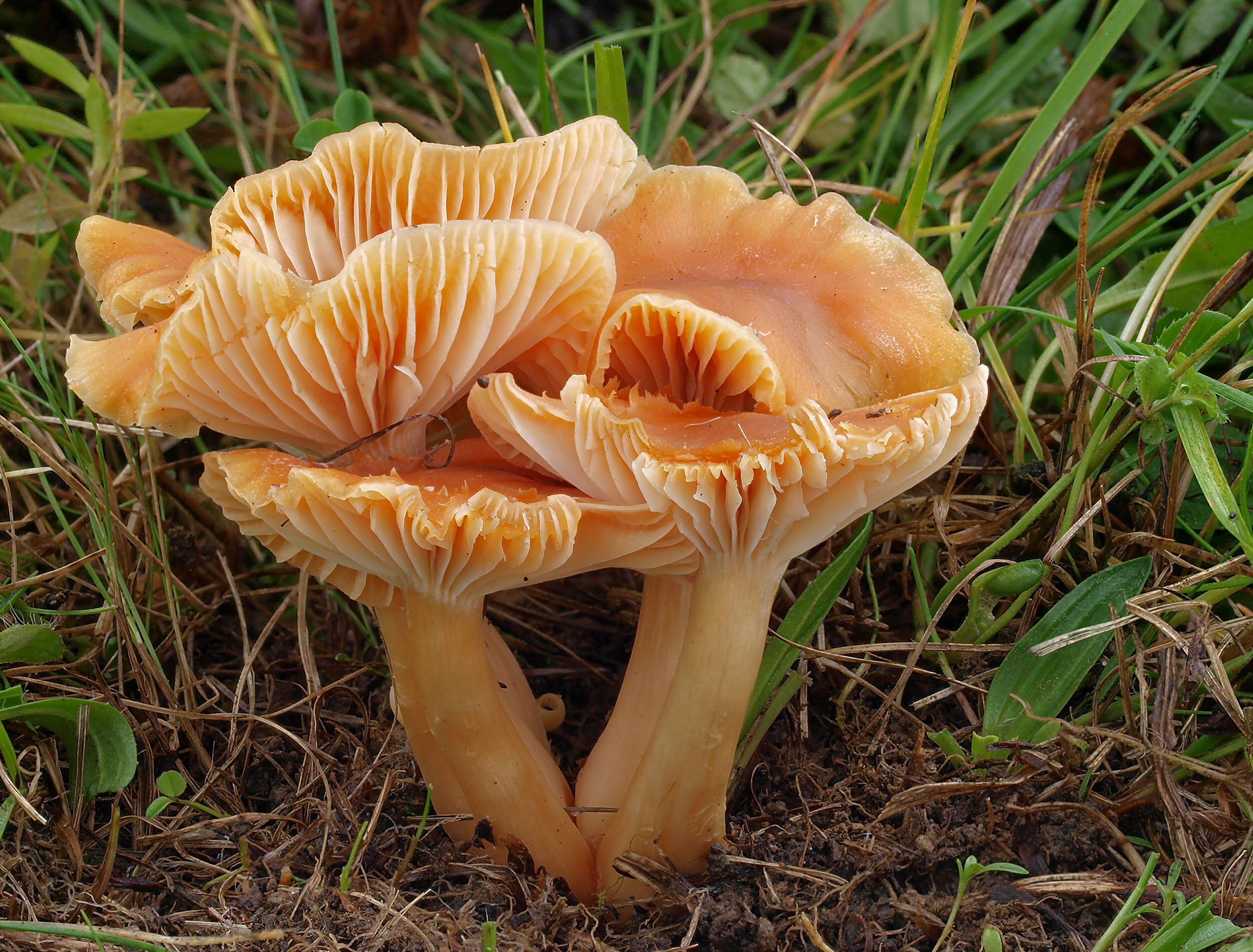
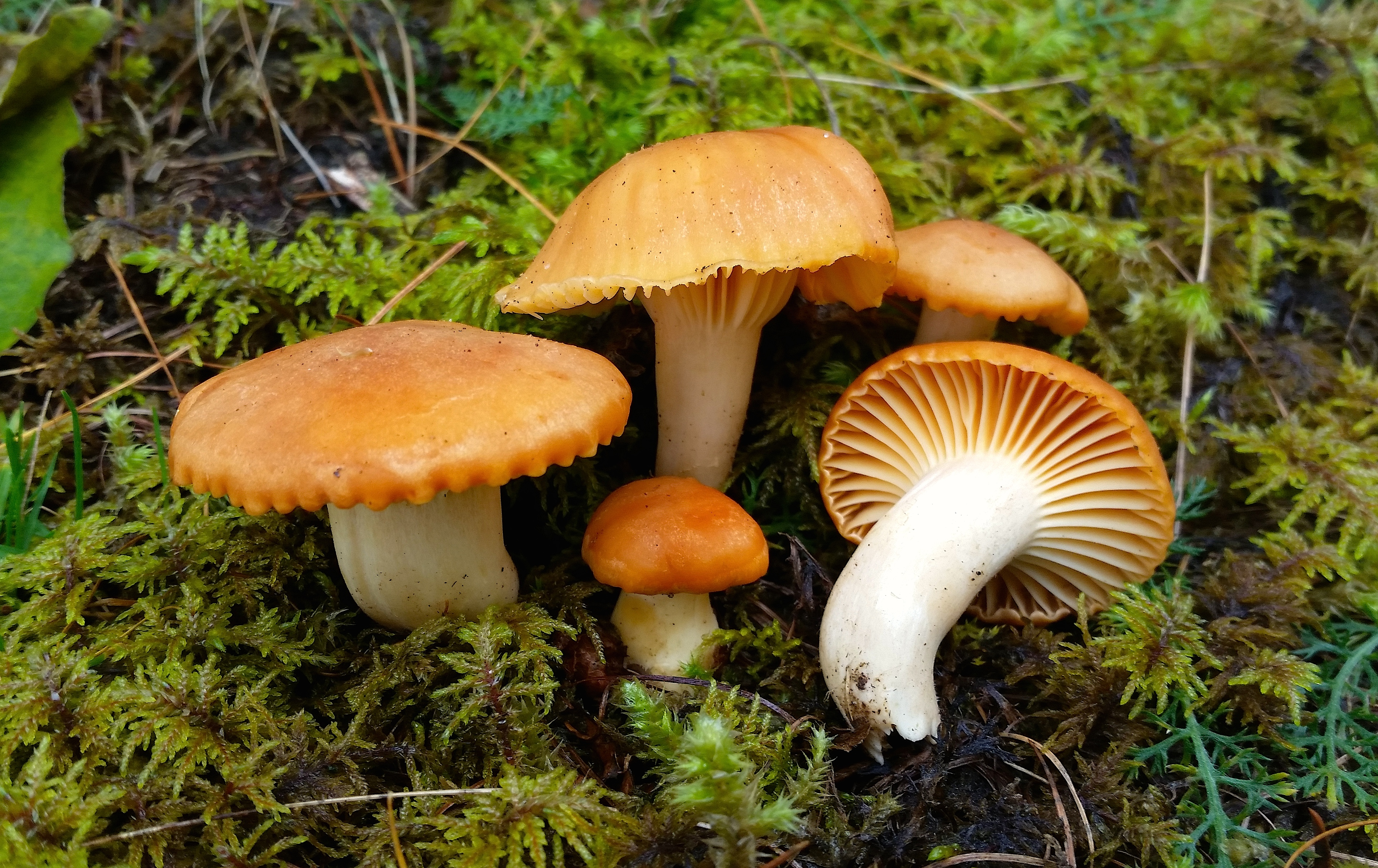
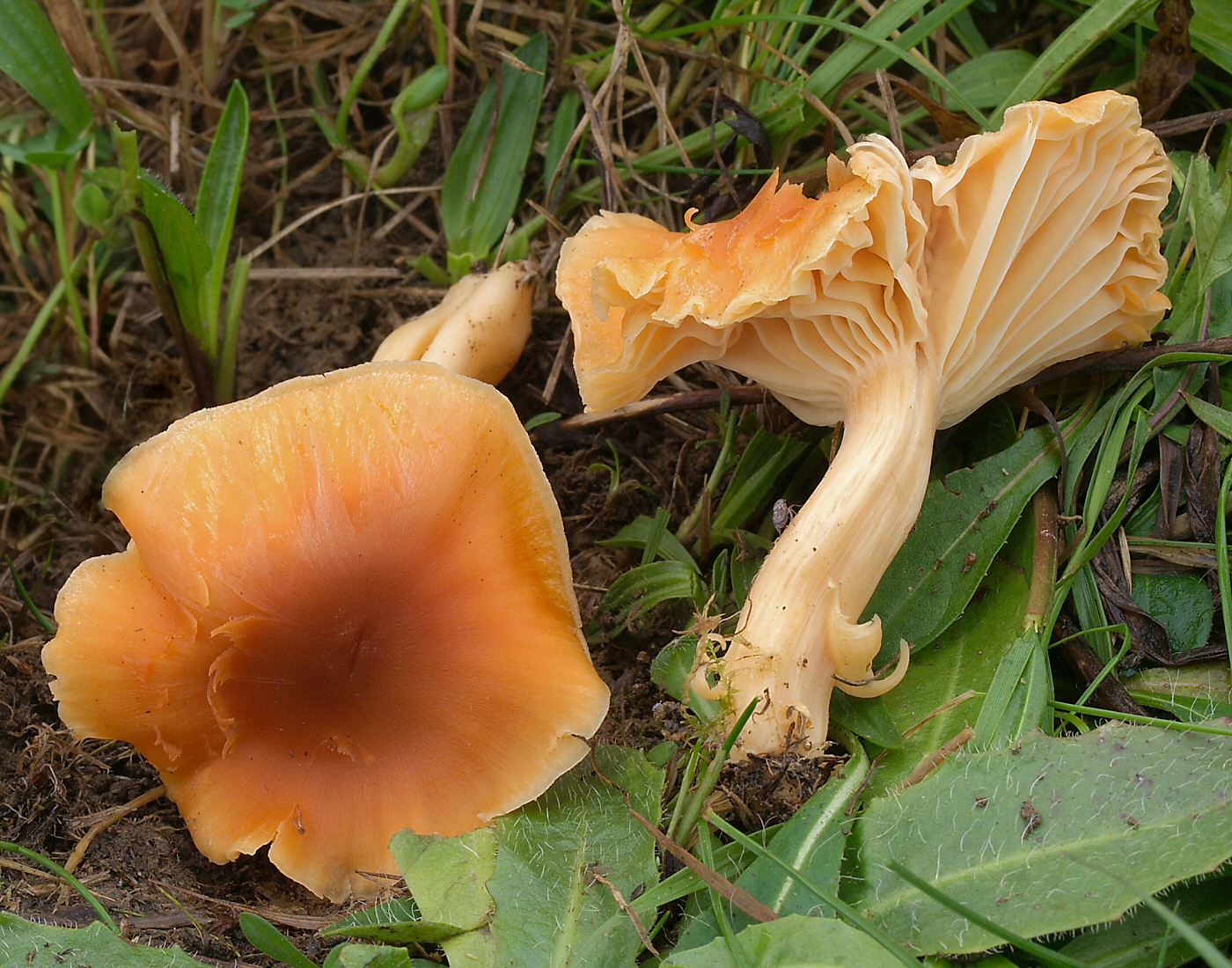
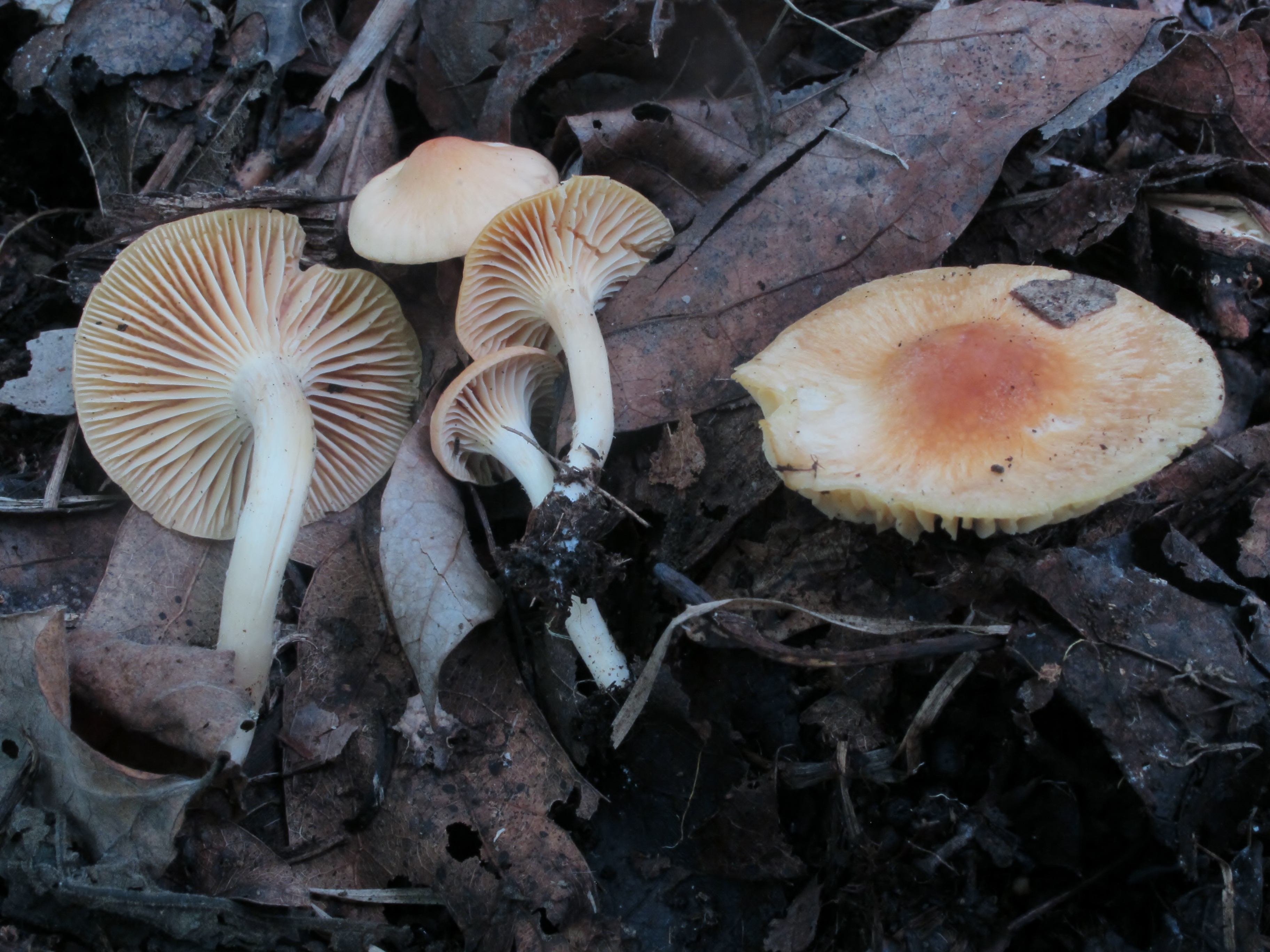

Ehető gomba.